# 수도권 전철 4호선
수도권 전철 4호선(首都圈 電鐵 四號線)은 경기도 남양주시에 있는 진접(경복대학교)역과  경기도 시흥시에 있는 오이도역 을 운행한 수도권 전철의 운행 계통이다. 남양주도시공사가 운영한 진접선, 서울교통공사가 운영한 서울 지하철 4호선, 한국철도공사가 운영한 과천선, 안산선 총 4개 노선의 직결 운행으로 이뤄진다. 안내에 사용된 고유색은 ■ 하늘색이다. 통행 방향은 진접(경복대학교)~별내별가람 남양주도시공사 구간과 불암산(당고개)~남태령 서울교통공사 구간은 우측 통행이고 선바위~오이도 한국철도공사 구간은 좌측 통행이다.

## 운영
남양주도시공사, 서울교통공사, 한국철도공사 등 삼위 일체로 구성된 관할 구간의 시설 관리 및 운영을 하는 노선 이지만, 여객 안내는 일반적으로 이러한 구분 없이 통상적으로 '4호선'으로만 이루어지기 때문에, 진접선, 과천선, 안산선 구간의 치안 서비스는 대한민국 국토교통부(철도특별사법경찰대)가 전담한다.
진접선, 서울 지하철 4호선은 직류 1,500 V 전철화에 ATC, 과천선은 교류 25,000 V 전철화에 ATC, 안산선은 교류 25,000 V 전철화에 ATS로 직결 운행하는 노선의 전기 방식과 신호 체계가 각기 상이하며, 차량 또한 서울교통공사의 일부 차량을 제외하면 각 방식에 모두 대응이 가능한 차량이 사용된다. 또한 도시철도법에 의거하여 우측 통행으로 건설된 서울 지하철 4호선과, 기존 철도망에 맞추어 좌측 통행으로 건설된 진접선 및 과천선 및 안산선을 잇기 위하여, 서울 지하철 4호선과 과천선의 경계이기도 한 남태령 - 선바위 구간에선 상하행 선로가 지하에서 입체 교차하며, 동 구간에 절연 구간이 설치되어 있다.
열차 운행 계획은 한국철도공사과의 협의 하에 서울교통공사가 수립한다. 차량은 두 양사가 포괄적으로 진접 ~ 오이도 구간 전체에 걸쳐 사용되지만, 서울교통공사가 보유 중인 일부의 직류 전용 전동차는 교류 전철화된 과천선 및 안산선을 운행할 수 없기 때문에 진접 ~ 남태령 구간의 운행에만 투입된다. 열차의 운행 횟수는 2025년 기준 서울교통공사 소속 전동차 344회, 코레일 소속 전동차 154회로 운행된다.

### 운행
모든 역에 정차 가능한 완행 열차와, 안산선 구간에서 일부 역에 정차하지 않는 급행 열차가 운행된다.
진접 ~ 오이도 운행 열차는 서울교통공사, 한국철도공사가 보유 중인 직류 전용 전동차가 주로 투입되며, 나머지 구간엔 서울교통공사, 한국철도공사 직교류 겸용 차량이 투입된다.

### 급행
2010년부터 안산역을 출발하여 중앙, 상록수, 산본, 금정역과 이후 모든 역에 정차 중인 급행이 신설됐으며, 2014년 9월 1일부터 안산 방면 급행이 신설된 차량이다. 2017년 7월 10일부터는 신설 중인 수인선 급행과의 연계를 위해 오이도역으로 급행을 연장한다. 이는 같은 날 신설된 수인선 급행과의 연계를 위한 조치이다. 수인선 개통 전까지는 초지역 대신 신길온천역에 임시 정차했다. 추후 급행열차 확대 일환으로 과천선도 대공원역, 정부과천청사역 대피선 설치 등 시설개량을 거쳐 급행열차를 운행할 계획이 있다. 그리고 불암산역부터 남태령역까지 31.7㎞ 구간에도 대피선 설치 등 시설개량을 거쳐 급행열차를 운행할 계획이 있다

### 운임
수도권 전철의 다른 노선과 동일한 요금제를 사용하며, 수도권 대중교통 통합요금제가 적용된다. 환승 통로를 이용하여 수도권 전철의 다른 노선으로 갈아탈 때도 추가 요금이 부과되지는 않는다.

## 차량
- 서울교통공사 4000호대 VVVF 전동차(직류 전용) (진접 ~ 남태령) 구간에만 운행한다.
- 서울교통공사 4000호대 VVVF 전동차(직·교류 겸용) (진접 ~ 오이도) 구간에 운행한다.
- 한국철도공사 341000호대 전동차(10량 편성) (불암산 ~ 오이도) 구간에만 운행한다.
- 한국철도공사 351000호대 전동차(6량 편성) (공용구간: 한대앞 ~ 오이도) 구간에만 운행한다.

서울교통공사 차량은 10량 1편성으로 총 52개 편성이 창동차량사업소에 소속되어 운용 중이며, 이 중 26개 편성은 직류 및 ATC 전용, 26개 편성이 직교류 및 ATS/ATC 대응 차량이다. 한국철도공사 차량은 30개 편성이 시흥차량사업소에 소속되어 있으며, 모든 차량이 직교류 및 ATS/ATC에 대응한다.

## 연혁
- 1985년 4월 20일: 서울 지하철 4호선 상계 ~ 한성대입구 구간 개통
- 1985년 10월 18일: 서울 지하철 4호선 한성대입구(삼선교)~ ~ 사당 구간 개통
- 1986년 2월 28일: 안산선 착공
- 1988년 10월 25일: 안산선 금정 ~ 안산 개통
- 1988년 11월 1일: 과천선 금정 ~ 사당 구간 착공
- 1993년 1월 15일: 과천선 금정 ~ 인덕원 구간 개통.
- 1993년 4월 21일: 서울 지하철 4호선 당고개 ~ 상계 구간 개통
- 1994년 4월 1일: 과천선 인덕원~사당 및 과천정보타운역 구간 개통. 이로써 선바위역 ~ 남태령역 사이에 꽈배기굴이란 별명이 붙은 통행 방식 변경 선로가 생김.
- 2000년 7월 28일: 안산선 안산 ~ 오이도 구간 개통
- 2010년 1월 19일: 안산선 구간에서 일부 역을 통과하는 급행 열차 운행 개시
- 2012년 6월 30일: 공단역이 초지역으로 역명 변경
- 2014년 10월 18일: 진접선 당고개 ~ 진접 구간 착공
- 2017년 7월 10일: 급행 열차의 운행 구간이 안산역에서 오이도역으로 연장
- 2020년 9월 12일: 급행 열차는 신길온천역 통과 및 초지역 정차로 변경
- 2020년 11월 17일: 제2차 서울특별시 도시철도망 구축계획 고시 (당고개 ~ 남태령역 급행 구간)
- 2022년 3월 19일: 진접선 당고개 ~ 진접 구간 개통 (풍양역 제외)
- 2023년 2월 6일: 과천정보타운역 신설 역명 확정.
- 2024년 10월 31일 : 당고개역(당고개驛)을 불암산(佛巖山驛)으로 역명 변경

## 역 목록
- ●: 급행 정차[6]
- ｜: 급행 미정차
- ● 수도권 전철 수인·분당선 노선색으로 표시된 구간(한대앞-오이도)은 수인선과 선로를 공유한다.

| 노선                   | 역 번호 | 역명                     | 역명                                               | 역명                    | 급행           | 접속 노선                                                                                                  | 역간 거리 | 누적 거리 | 소재지     | 소재지   |
| 노선                   | 역 번호 | 한글                     | 로마자                                             | 국한문                  | 급행           | 접속 노선                                                                                                  | 역간 거리 | 누적 거리 | 소재지     | 소재지   |
| ---------------------- | ------- | ------------------------ | -------------------------------------------------- | ----------------------- | -------------- | --- | --------- | --------- | ---------- | -------- |
| 진 접 선               | 405     | 진접(경복대학교)         | Jinjeop(Gyungbokdaehaq)                            | 榛接(京福大學)          | 급행 전역 정차 | | -         | 0.0       | 경기도     | 남양주시 |
| 진 접 선               | 406     | 오남                     | Onam                                               | 梧南                    | 급행 전역 정차 | | 2.1       | 2.1       | 경기도     | 남양주시 |
| 진 접 선               | 407     | 풍양 (개통예정)          | Pungyang                                           | 豊壤                    | 급행 전역 정차 | | 2.6       | 4.7       | 경기도     | 남양주시 |
| 진 접 선               | 408     | 별내별가람               | ByeollaeByeolgaram                                 | 別內別가람              | 급행 전역 정차 | | 7.7       | 9.8       | 경기도     | 남양주시 |
| 서 울 지 하 철 4 호 선 | 409     | 불암산(당고개)           | Buramsan(Danggogae)                                | 佛巖山(堂고개)          | 급행 전역 정차 | | 4.4       | 14.2      | 서울특별시 | 노원구   |
| 서 울 지 하 철 4 호 선 | 410     | 상계                     | Sanggye                                            | 上溪                    | 급행 전역 정차 | | 1.2       | 15.4      | 서울특별시 | 노원구   |
| 서 울 지 하 철 4 호 선 | 411     | 노원                     | Nowon                                              | 蘆原                    | 급행 전역 정차 | ● 서울 지하철 7호선                                                                                        | 1.0       | 16.4      | 서울특별시 | 노원구   |
| 서 울 지 하 철 4 호 선 | 412     | 창동                     | Chang-dong                                         | 倉洞                    | 급행 전역 정차 | ● 수도권 전철 1호선                                                                                        | 1.4       | 17.8      | 서울특별시 | 도봉구   |
| 서 울 지 하 철 4 호 선 | 413     | 쌍문                     | Ssangmun                                           | 雙門                    | 급행 전역 정차 | | 1.3       | 19.1      | 서울특별시 | 도봉구   |
| 서 울 지 하 철 4 호 선 | 414     | 수유(강북구청)           | Suyu(Gangbuk-gu Office)                            | 水踰(江北區廳)          | 급행 전역 정차 | | 1.5       | 20.6      | 서울특별시 | 강북구   |
| 서 울 지 하 철 4 호 선 | 415     | 미아(서울사이버대학)     | Mia(Seoul Cyber Univ.)                             | 彌阿(首尔사이버大學)    | 급행 전역 정차 | | 1.4       | 22.0      | 서울특별시 | 강북구   |
| 서 울 지 하 철 4 호 선 | 416     | 미아사거리               | Miasageori                                         | 彌阿사거리              | 급행 전역 정차 | | 1.5       | 23.5      | 서울특별시 | 강북구   |
| 서 울 지 하 철 4 호 선 | 417     | 길음                     | Gireum                                             | 吉音                    | 급행 전역 정차 | | 1.3       | 24.8      | 서울특별시 | 성북구   |
| 서 울 지 하 철 4 호 선 | 418     | 성신여대입구(돈암)       | Sungshin Women's Univ.(Donam)                      | 誠信女大入口(敦巖)      | 급행 전역 정차 | ● 서울 경전철 우이신설선                                                                                   | 1.4       | 26.2      | 서울특별시 | 성북구   |
| 서 울 지 하 철 4 호 선 | 419     | 한성대입구(삼선교)       | Hansung Univ.(Samseongyo)                          | 漢城大入口(三仙橋)      | 급행 전역 정차 | | 1.0       | 27.2      | 서울특별시 | 성북구   |
| 서 울 지 하 철 4 호 선 | 420     | 혜화(마로니에공원)       | Hyehwa(Marronnier Park)                            | 惠化(마로니에公園)      | 급행 전역 정차 | | 0.9       | 28.1      | 서울특별시 | 종로구   |
| 서 울 지 하 철 4 호 선 | 421     | 동대문                   | Dongdaemun                                         | 東大門                  | 급행 전역 정차 | ● 수도권 전철 1호선                                                                                        | 1.5       | 29.6      | 서울특별시 | 종로구   |
| 서 울 지 하 철 4 호 선 | 422     | 동대문역사문화공원(DDP)  | Dongdaemun History & Culture Park(DDP)             | 東大門歷史文化公園(DDP) | 급행 전역 정차 | ● 서울 지하철 2호선 ● 수도권 전철 5호선                                                                    | 0.7       | 30.3      | 서울특별시 | 중구     |
| 서 울 지 하 철 4 호 선 | 423     | 충무로                   | Chungmuro                                          | 忠武路                  | 급행 전역 정차 | ● 수도권 전철 3호선                                                                                        | 1.3       | 31.6      | 서울특별시 | 중구     |
| 서 울 지 하 철 4 호 선 | 424     | 명동(우리금융타운)       | Myeong-dong(Woori Financial Town)                  | 明洞(우리金融타운)      | 급행 전역 정차 | | 0.7       | 32.3      | 서울특별시 | 중구     |
| 서 울 지 하 철 4 호 선 | 425     | 회현(남대문시장)         | Hoehyeon(Namdaemun Market)                         | 會賢(南大門市場)        | 급행 전역 정차 | | 0.7       | 33.0      | 서울특별시 | 중구     |
| 서 울 지 하 철 4 호 선 | 426     | 서울역                   | Seoul Station                                      | 京尔驛                  | 급행 전역 정차 | ● 수도권 전철 1호선 ● 인천국제공항철도 ● 수도권 전철 경의·중앙선 경부선 경의선 ● 수도권 광역급행철도 A노선 | 0.9       | 33.9      | 서울특별시 | 용산구   |
| 서 울 지 하 철 4 호 선 | 427     | 숙대입구(갈월)           | Sookmyung Women's Univ.(Garwol)                    | 淑大入口(葛月)          | 급행 전역 정차 | | 1.0       | 34.9      | 서울특별시 | 용산구   |
| 서 울 지 하 철 4 호 선 | 428     | 삼각지(전쟁기념관)       | Samgakji(War Memorial of Korea)                    | 三角地                  | 급행 전역 정차 | ● 서울 지하철 6호선                                                                                        | 1.2       | 36.1      | 서울특별시 | 용산구   |
| 서 울 지 하 철 4 호 선 | 429     | 신용산(아모레퍼시픽)     | Sinyongsan(AMOREPACIFIC)                           | 新龍山                  | 급행 전역 정차 | | 0.7       | 36.8      | 서울특별시 | 용산구   |
| 서 울 지 하 철 4 호 선 | 430     | 이촌(국립중앙박물관)     | Ichon(National Museum of Korea)                    | 二村(國立中央博物館)    | 급행 전역 정차 | ● 수도권 전철 경의·중앙선                                                                                  | 1.3       | 38.1      | 서울특별시 | 용산구   |
| 서 울 지 하 철 4 호 선 | 431     | 동작(현충원)             | Dongjak(Seoul National Cemetery)                   | 銅雀(顯忠院)            | 급행 전역 정차 | ● 서울 지하철 9호선                                                                                        | 2.7       | 40.8      | 서울특별시 | 동작구   |
| 서 울 지 하 철 4 호 선 | 432     | 총신대입구(이수)         | Chongsin Univ.(Isu)                                | 總神大入口(梨水)        | 급행 전역 정차 | ● 서울 지하철 7호선                                                                                        | 1.8       | 42.6      | 서울특별시 | 동작구   |
| 서 울 지 하 철 4 호 선 | 433     | 사당                     | Sadang                                             | 舍堂                    | 급행 전역 정차 | ● 서울 지하철 2호선                                                                                        | 1.1       | 43.7      | 서울특별시 | 동작구   |
| 서 울 지 하 철 4 호 선 | 434     | 남태령                   | Namtaeryeong                                       | 南泰嶺                  | 급행 전역 정차 | | 1.6       | 45.3      | 서울특별시 | 서초구   |
| 과 천 선               | 435     | 선바위                   | Seonbawi                                           | 선바위                  | 급행 전역 정차 | | 2.0       | 47.3      | 경기도     | 과천시   |
| 과 천 선               | 436     | 경마공원                 | Seoul Racecourse Park                              | 競馬公園                | 급행 전역 정차 | | 1.0       | 48.3      | 경기도     | 과천시   |
| 과 천 선               | 437     | 대공원(국립과천과학관)   | Seoul Grand Park(Gwacheon National Science Museum) | 大公園 (國立果川科學館) | 급행 전역 정차 | | 0.9       | 49.2      | 경기도     | 과천시   |
| 과 천 선               | 438     | 과천                     | Gwacheon                                           | 果川                    | 급행 전역 정차 | | 1.0       | 50.2      | 경기도     | 과천시   |
| 과 천 선               | 439     | 정부과천청사             | Government Complex Gwacheon                        | 政府果川廳舍            | 급행 전역 정차 | | 1.0       | 51.2      | 경기도     | 과천시   |
| 과 천 선               | 440     | 과천정보타운 (개통 예정) | Gwacheon Information Town                          | 果川정보타운            | 급행 전역 정차 | | 2.1       | 53.3      | 경기도     | 과천시   |
| 과 천 선               | 441     | 인덕원                   | Indeogwon                                          | 仁德院                  | 급행 전역 정차 | | 3.0       | 54.2      | 경기도     | 안양시   |
| 과 천 선               | 442     | 평촌(한림대 성심병원)    | Pyeongchon (Hallymdae Sacred Heart Hospital)       | 坪村(翰林大 聖心病院)   | 급행 전역 정차 | | 1.6       | 55.8      | 경기도     | 안양시   |
| 과 천 선               | 443     | 범계                     | Beomgye                                            | 범계                    | 급행 전역 정차 | | 1.3       | 57.1      | 경기도     | 안양시   |
| 과 천 선               | 444     | 금정                     | Geumjeong                                          | 衿井                    | ●              | ● 수도권 전철 1호선                                                                                        | 2.6       | 59.7      | 경기도     | 군포시   |
| 안 산 선               | 445     | 산본(원광대 산본병원)    | Sanbon(Wonkwangdae Sanbon Hospital)                | 山本(圓光大 山本病院)   | ●              | | 2.3       | 62.0      | 경기도     | 군포시   |
| 안 산 선               | 446     | 수리산                   | Surisan                                            | 修理山                  | ｜             | | 1.1       | 63.1      | 경기도     | 군포시   |
| 안 산 선               | 447     | 대야미                   | Daeyami                                            | 大夜味                  | ｜             | | 2.6       | 65.7      | 경기도     | 군포시   |
| 안 산 선               | 448     | 반월                     | Banwol                                             | 半月                    | ｜             | | 2.0       | 67.7      | 경기도     | 안산시   |
| 안 산 선               | 449     | 상록수(안산대학교)       | Sangnoksu(Ansan Univ.)                             | 常綠樹(安山大學校)      | ●              | | 3.7       | 71.4      | 경기도     | 안산시   |
| 안 산 선               | 450     | 한대앞                   | Hanyang Univ. at Ansan                             | 漢大앞                  | ｜             | ● 수도권 전철 수인·분당선                                                                                  | 1.5       | 72.9      | 경기도     | 안산시   |
| 안 산 선               | 451     | 중앙(서울예술대학교)     | Jungang(Seoul Institute of the Arts)               | 中央(서울藝術大學校)    | ●              | | 1.6       | 74.5      | 경기도     | 안산시   |
| 안 산 선               | 452     | 고잔(고대안산병원)       | Gojan(Korea Univ. Ansan Hospital)                  | 古棧(高大安山病院)      | ｜             | | 1.4       | 75.9      | 경기도     | 안산시   |
| 안 산 선               | 453     | 초지(신안산대학교)       | Choji(Shin Ansan Univ.)                            | 草芝(新安山大學校)      | ●              | ● 수도권 전철 서해선                                                                                       | 1.5       | 77.4      | 경기도     | 안산시   |
| 안 산 선               | 454     | 안산                     | Ansan                                              | 安山                    | ●              | | 1.8       | 79.2      | 경기도     | 안산시   |
| 안 산 선               | 455     | 신길온천                 | Singiloncheon                                      | 新吉溫泉                | ｜             | | 2.2       | 81.4      | 경기도     | 안산시   |
| 안 산 선               | 456     | 정왕(시화병원)           | Jeongwang(Shihwa Hospital)                         | 正往(始華病阮)          | ●              | | 2.9       | 84.3      | 경기도     | 시흥시   |
| 안 산 선               | 457     | 오이도                   | Oido                                               | 烏耳島                  | ●              | ● 수도권 전철 수인·분당선                                                                                  | 1.4       | 85.7      | 경기도     | 시흥시   |

## 승차량 변동
| 구간                   | 구간                     | 일평균 승차 인원 | 일평균 승차 인원 | 일평균 승차 인원 | 일평균 승차 인원 | 일평균 승차 인원 | 일평균 승차 인원 | 일평균 승차 인원 | 일평균 승차 인원 |
| 구간                   | 구간                     | 2000년           | 2000년           | 2001년           | 2001년           | 2002년           | 2002년           | 2003년           | 2003년           |
| 범주구별               | 범주구별                 | 구간총량         | 역당평균         | 구간총량         | 역당평균         | 구간총량         | 역당평균         | 구간총량         | 역당평균         |
| ---------------------- | ------------------------ | ---------------- | ---------------- | ---------------- | ---------------- | ---------------- | ---------------- | ---------------- | ---------------- |
| 운행 구간 전체         | 운행 구간 전체           | 795,733          | 17299            | 823,198          | 17896            | 858,328          | 18659            | 861,935          | 18339            |
| 한국철도공사 관리 구간 | 안산선                   | 85083            | 6545             | 99067            | 7621             | 116083           | 8930             | 126979           | 9768             |
| 한국철도공사 관리 구간 | 오이도 - 반월            | 62872            | 6287             | 73484            | 7348             | 87625            | 8763             | 94223            | 9422             |
| 한국철도공사 관리 구간 | 과천선                   | 79011            | 9876             | 91836            | 11480            | 101205           | 12651            | 106613           | 13327            |
| 서울지하철 구간        | 서울지하철 구간 전체     | 631638           | 24294            | 632293           | 24319            | 641039           | 24655            | 628342           | 24167            |
| 서울지하철 구간        | 동북(진접 - 한성대입구)  | 308338           | 28031            | 310094           | 28190            | 313193           | 28472            | 309758           | 28160            |
| 서울지하철 구간        | 도심(혜화 - 회현)        | 205416           | 34236            | 209125           | 34854            | 212302           | 35384            | 206648           | 34441            |
| 서울지하철 구간        | 용산(서울 - 이촌)        | 59330            | 11866            | 56722            | 11344            | 56349            | 11270            | 55349            | 11070            |
| 서울지하철 구간        | 서남(동작 - 남태령, 4역) | 58554            | 14639            | 56352            | 14088            | 59195            | 14799            | 56586            | 14147            |

| 구간                   | 구간                    | 일평균 승차 인원 | 일평균 승차 인원 | 일평균 승차 인원 | 일평균 승차 인원 | 일평균 승차 인원 | 일평균 승차 인원 |
| 구간                   | 구간                    | 2004년           | 2004년           | 2005년           | 2005년           | 2006년           | 2006년           |
| 범주구별               | 범주구별                | 구간총량         | 역당평균         | 구간총량         | 역당평균         | 구간총량         | 역당평균         |
| ---------------------- | ----------------------- | ---------------- | ---------------- | ---------------- | ---------------- | ---------------- | ---------------- |
| 운행 구간 전체         | 운행 구간 전체          | 826,062          | 17576            | 803,410          | 17094            | 811,934          | 17275            |
| 한국철도공사 관리 구간 | 안산선                  | 101456           | 7804             | 100264           | 7713             | 102401           | 7877             |
| 한국철도공사 관리 구간 | 오이도 - 반월(수인선)   | 76742            | 7674             | 75945            | 7595             | 78213            | 7821             |
| 한국철도공사 관리 구간 | 과천선                  | 85904            | 10738            | 83540            | 10443            | 81947            | 10243            |
| 서울교통공사 구간      | 메트로 구간 전체        | 638702           | 24565            | 630800           | 24262            | 627585           | 24138            |
| 서울교통공사 구간      | 동북(진접 - 한성대입구) | 312909           | 28446            | 306861           | 27896            | 304072           | 27643            |
| 서울교통공사 구간      | 도심(혜화 - 회현)       | 214397           | 35733            | 209437           | 34906            | 204366           | 34061            |
| 서울교통공사 구간      | 용산(서울 - 이촌)       | 54024            | 10805            | 56275            | 11255            | 58819            | 11764            |
| 서울교통공사 구간      | 서남(동작 - 남태령)     | 57372            | 14343            | 58226            | 14557            | 60329            | 15082            |

## 같이 보기
- 수도권 전철